# 글렌필드 로버스 AFC
글렌필드 로버스 AFC(Glenfield Rovers AFC & Sports Club Inc.)는 뉴질랜드 글렌필드에 연고를 두었던 세미프로 축구단이었다. 남자 팀은 2019년 NRFL 프리미어에서 강등된 후 2020년 NRFL 디비전 1에 참가했다. 여자 팀은 NRFL 여자 프리미어 리그에서 경쟁하며 2019 시즌에 40점으로 2위를 기록했었다.